# Vrouw Vennemolen
De Vrouw Vennemolen is een wipmolen iets ten westen van Oud Ade, in de gemeente Kaag en Braassem, in de Nederlandse provincie Zuid-Holland. De molen dateert uit de 17e eeuw en is gebouwd ten behoeve van de bemaling van de Vrouw Vennepolder. In 1835 is de molen gerenoveerd. Onder in de molen bevindt zich een woning. In 1954 is voor de bemaling een elektrisch gemaal geplaatst. De Rijnlandse Molenstichting is in 1961 in bezit van de Vrouw Vennemolen gekomen en heeft de molen in 1997/1998 gerestaureerd. De molen kan na de restauratie het verlaagde peil in de polder weer aan.